# Kościół św. Marii Magdaleny w Nowosielcach
Kościół parafialny św. Marii Magdaleny w Nowosielcach – zbudowany w II połowie XIV wieku, zabytkowy, drewniany kościół w powiecie przeworskim, znajdujący się na szlaku architektury drewnianej województwa podkarpackiego.

## Historia
Na terenie gdzie aktualnie stoi świątynia znajdował się zamek drewniany, umocniony okopami i wałami. Istniejący kościół jest prawdopodobnie drugim kościołem zbudowanym w tym miejscu. Kościół w Nowosielcach był warownią i dawał miejscowej ludności schronienie przed częstymi w tych stronach najazdami Tatarów. Posiadał jak na owe czasy nowoczesną fortyfikację na wzór włoski, bastiony narożne, wały wewnętrzne i zewnętrzne, międzywale, groble i most zwodzony. W 1384 roku parafię ufundowała Katarzyna wdowa po Francu z Marszowic, a akt fundacyjny podaje, że na zbudowanie kościoła zapisała wzgórze z trzech stron otoczone wodą. Obecny kościół konsekrował w 1595 r. arcybiskup lwowski Jan Dymitr Solikowski. W 1624 dotarły w te strony oddziały tatarskie. Ludność Nowosielec rozpoczęła obronę pod wodzą wójta Michała Pyrza i miejscowego proboszcza i 13 czerwca po czterodniowym oblężeniu Nowosielce odparły najazd Tatarów.

## Wygląd

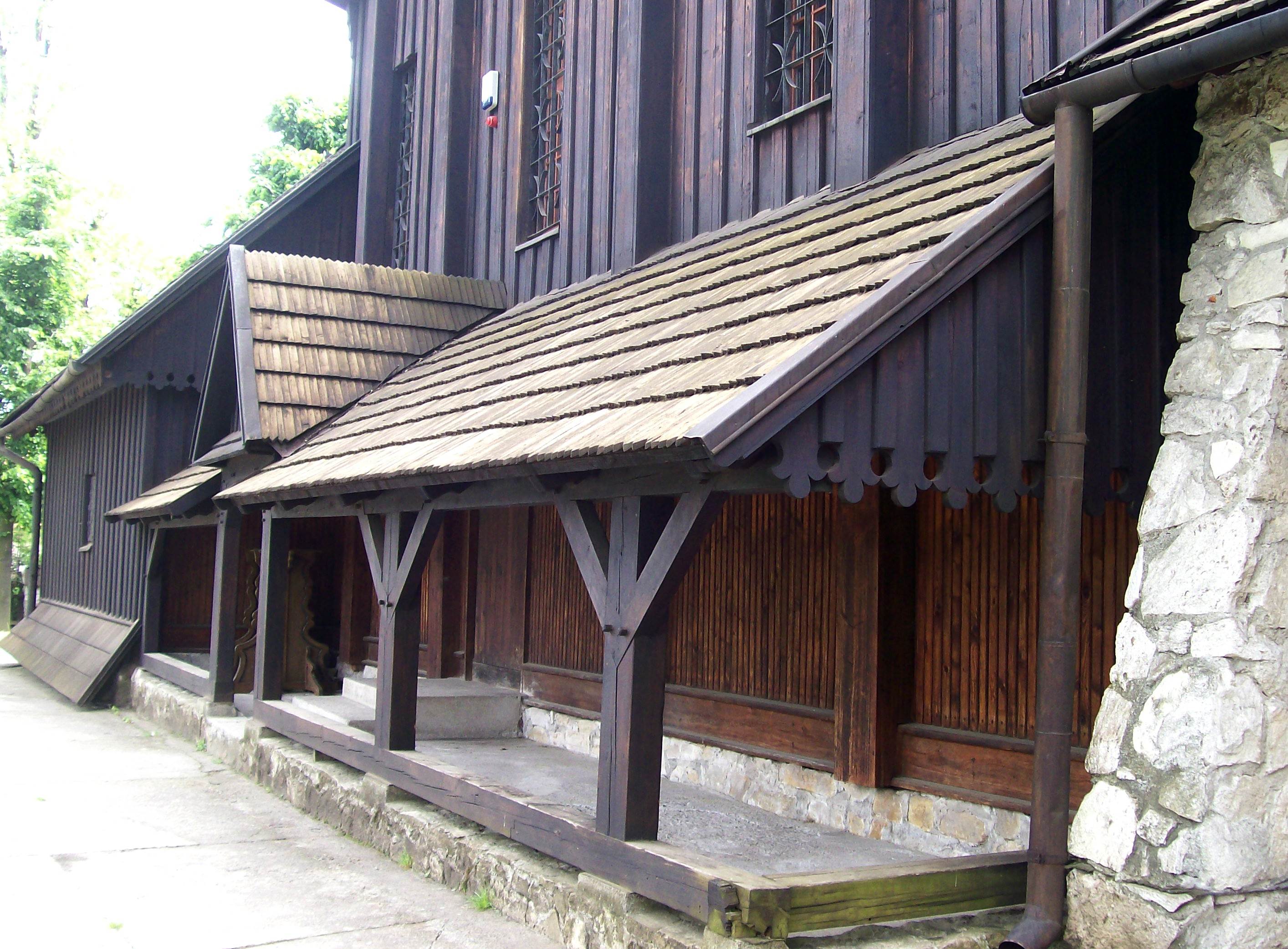
Zadaszenia na słupach

Kościół drewniany, orientowany położony na szczycie wzgórza we wschodniej części wsi, pochodzi z końca XIV wieku. Wokół świątyni znajduje się drewniane ogrodzenie nakryte dwuspadowym gontowym daszkiem. Wokół kościoła zachował się starodrzew m.in. lipy i osiki i pozostałości ziemnych fortyfikacji. Od północy za płotem znajduje się kopiec ziemny wójta Michała Pyrza.
Kościół jest drewnianą budowlą konstrukcji zrębowej. Składa się z prezbiterium zamkniętego trójbocznie, podpiwniczonego kryptą grobową oraz z nawy na planie prostokąta. Do prezbiterium od północy przylega zakrystia. Do nawy dostawiona została: od zachodu wieża o konstrukcji słupowej, z nadwieszoną izbicą i murowanym przedsionkiem w przyziemiu. Wkoło prezbiterium i po obu stronach nawy od południa i północy znajdują się otwarte zadaszenia na słupach zwane sobotami. Kościół powyżej sobót jest w całości pobity gontem. Ściany zewnętrzne zostały wzmocnione lisicami.

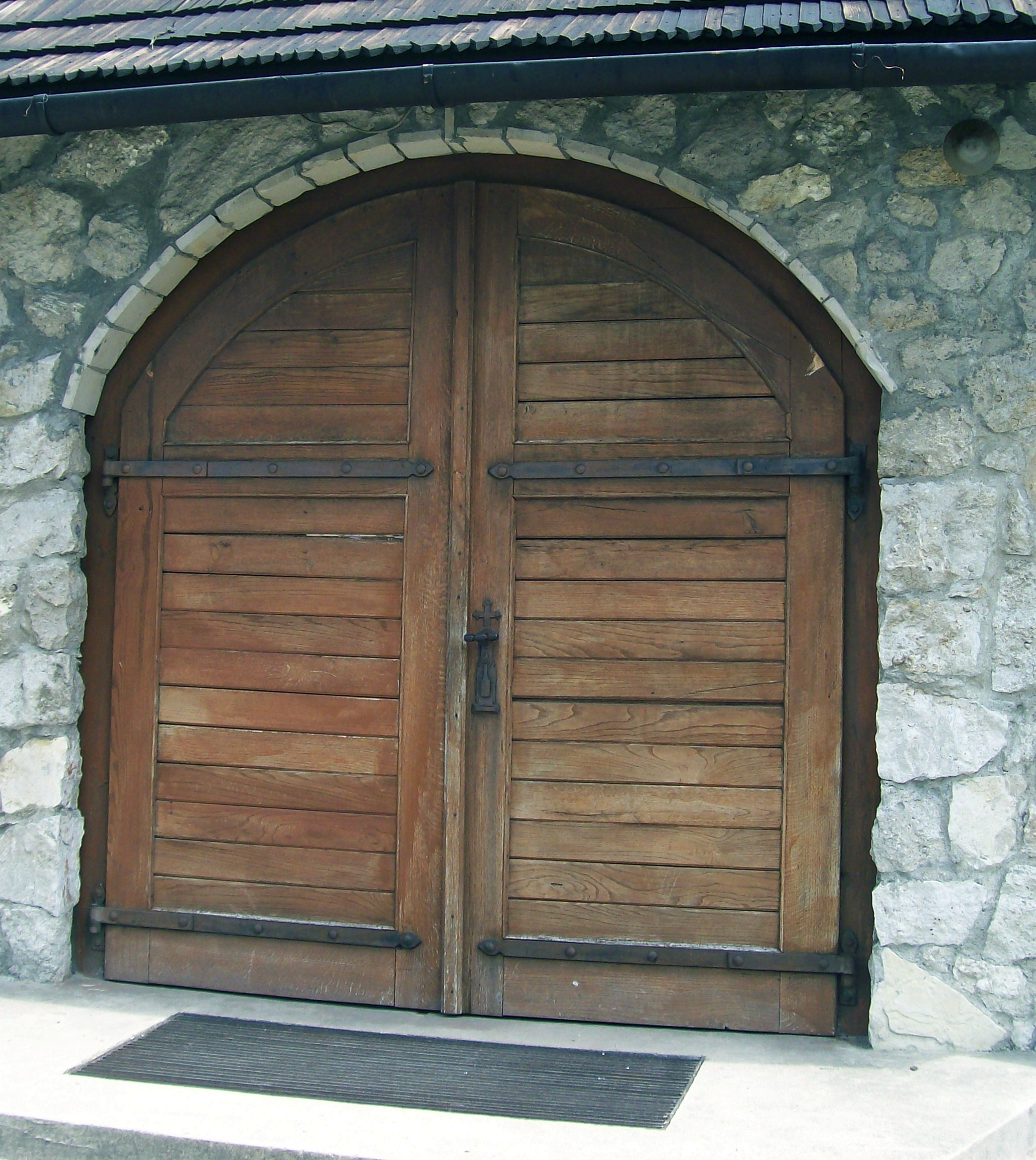
Wejście do kościoła

Dach dwuspadowy świątyni pokryty został gontem, a na nim znajduje się ażurowa sygnaturka w kształcie wieżyczki. Wieża kościoła została przykryta łamanym dachem czterospadowym i zakończona żelaznym krzyżem na kuli. Powyżej zakrystii i zadaszeń znajdują się dachy jednospadowe. Żelazne drzwi prowadzące z prezbiterium do zakrystii zostały obite listwami w skośną kratę i gwoźdźmi, z zawiasami i zamkiem – pochodzą prawdopodobnie z XVII wieku. Okna świątyni mają kształt prostokąta.

## Przebudowy
Budynek kościoła na przestrzeni wieków poddawany był wielu przeróbkom i remontom. W okresie od 1871 do 1877 kościół przechodził gruntowny remont. W tym czasie odnowiono m.in. ołtarze, ambonę, chrzcielnicę oraz chór muzyczny. W czasie następnego remontu, w 1903 roku, dokonano wymiany gontowego dachu świątyni. Następnie w latach 1913 i 1920 wymieniono uszkodzone gonty i części zrębu ścian. W 1936 roku poświęcono kopiec Michała Pyrza usypany na pamiątkę obrony zorganizowanej przez wójta przed napadem Tatarów w 1624 i przy tej okazji kościół odnowiono. Ostatni kapitalny remont i konserwację przeprowadzono w latach 1984/85.

## Wnętrze
Wnętrze nakryte jest stropem płaskim, bez zakrzywień. W nawie znajdują się dwa duże drewniane słupy podtrzymujące strop. Chór muzyczny wsparty jest na dwóch słupach z wysokimi cokołami. Na ścianach i stropie świątyni znajduje się polichromia z XIX wieku. Wyposażenie kościoła głównie rokokowe. W ołtarzu głównym umieszczony jest obraz św. Marii Magdaleny, a w lewym bocznym Matki Boskiej z Dzieciątkiem (prawdopodobnie z początku XVI w.) i św. Józefa (z drugiej połowy XVIII wieku). Na chórze muzycznym znajdują się organy. Chrzcielnica znajduje się przy balaskach oddzielających ołtarz od reszty kościoła.
Warto też zwrócić uwagę na rokokowe feretrony (XVIII wiek), późnobarokowe ornaty haftowane (XVIII wiek), i dwie gotyckie skrzynie dębowe obite żelaznymi listwami (z przełomu XVI/XVII wieku).